# Chiesa dei Santi Giacomo maggiore e Cristoforo
La chiesa parrocchiale di San Giacomo maggiore e San Cristoforo si trova a Verdasio, frazione del comune svizzero di Centovalli in Canton Ticino. 

## Storia
L'attuale edificio religioso venne costruito nel XIX secolo, al posto di una precedente chiesa eretta nel 1578 e che nel 1640 si era separata dalla parrocchia di Palagnedra.

## Descrizione
Presenta all'angolo sudovest un campanile settecentesco. La facciata è del 1800 presenta un timpano alla sommità ed è intervallata da lesene.
All'interno l'aula è coperta da una volta a crociera. La campata d'incrocio e il coro sono coperti da cupole ellittiche a pennacchi. L'altare maggiore e quello laterale sono in stile neoclassico.
Vi si trovano opere ottocentesche quali le tele con i due Santi titolari, una statua raffigurante la Madonna del Rosario e una tela raffigurante San Giuseppe con Gesù